# Cham–Lam-vasútvonal

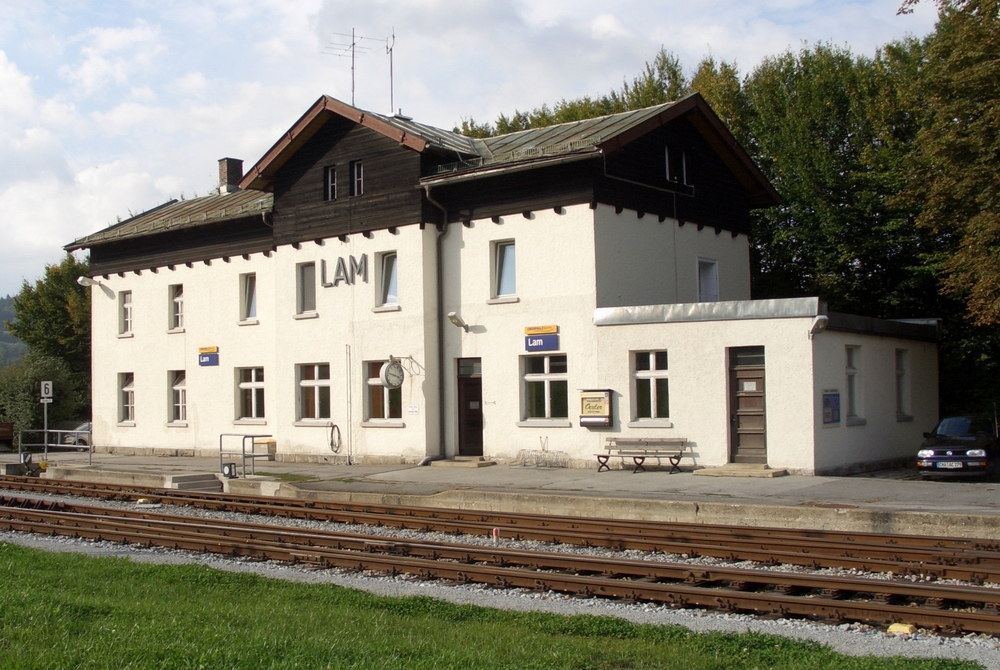
Lam vasútállomása

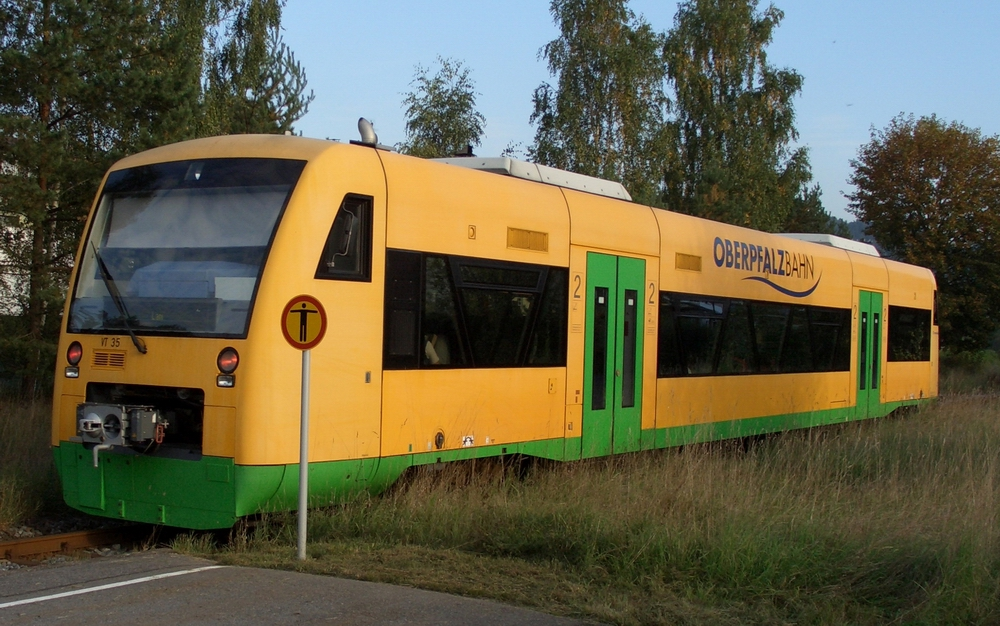
VT 35 az Oberpfalzbahnon Miltachban

A Cham–Lam-vasútvonal egy normál nyomtávolságú, egyvágányú nem villamosított vasútvonal Németországban Cham és Lam között. A vasútvonal hossza 40,4 km.
A vasútvonalon munkanapokon 13 vonatpár, hétvégente 9 vonatpár közlekedik ütemes menetrend szerint, a menetidő megközelítőleg egy óra.